# Лоуренсон, Марк
Ма́рк То́мас Ло́уренсон (англ. Mark Thomas Lawrenson, родился 2 июня 1957 года, в Престоне, графство Ланкашир, Англия) — английский футболист, центральный защитник, более всего известный своими выступлениями за «Ливерпуль» и сборную Ирландии. В настоящее время работает экспертом-аналитиком телекомпании BBC.

## Футбольная карьера

### Престон и Брайтон
Марк начал карьеру в возрасте 17-лет в команде из своего родного Престона — клубе «Престон Норт Энд», которым в то время руководил чемпион мира 1966 года Бобби Чарльтон. Уверенная игра Лоуренсона в защите вскоре привлекла внимание тренеров сборной Ирландии, тренер которой Джонни Джайлз обнаружил, что Марк может выступать за сборную «Зелёного острова» благодаря тому, что его дед был ирландцем. Первый из 39 матчей за национальную команду Лоуренсон провёл в возрасте 19 лет — 24 апреля 1977 года он вышел на поле в товарищеском матче против Польши, завершившемся вничью 0:0. По итогам сезона молодой защитник получил награду Игрока года по версии болельщиков «Престона».
Проведя 73 матча за родной клуб, летом 1977 он перешёл в «Брайтон энд Хоув Альбион» за 100 тысяч фунтов. По иронии судьбы, предложение «Брайтона» оказалось руководству «Престона» более привлекательным, чем предложение «Ливерпуля», также проявлявшего к нему интерес. Дебют Лоуренсона в новой команде состоялся 20 августа 1977 в гостевом поединке против «Саутгемптона». Вскоре Марк стал игроком основы клуба, сезоне 1977/78 он 40 раз выходил на матчи лиги, а к концу сезона 1980/81 на его счету было уже 152 появления на поле в матчах лиги за «Брайтон». Однако в 1981 году его команда оказалась перед лицом финансового кризиса, и, чтобы избавиться от долгов, руководство решило продать Лоуренсона. Желающих приобрести защитника было немало, но расторопнее всех оказался «Ливерпуль», менеджер которого Боб Пэйсли на этот раз не упустил шанса подписать этого игрока.

### Ливерпуль
За Марка «Ливерпулю» пришлось выложить 900 тысяч фунтов, что стало на тот момент рекордом для клуба. Летом 1981 года Лоуренсон оказался на «Энфилде», где он должен был стать партнёром Алана Хансена в центре защиты, так как Фил Томпсон получил травму, однако нередко его использовали и в качестве крайнего защитника или в полузащите. Первый свой матч в «Ливерпуле» он провёл 29 августа 1981 на позиции левого защитника, в этой игре Красные уступили в гостях «Вулверхэмптон Уондерерс» со счётом 0:1. Месяц спустя, 30 сентября, он забил свой первый гол за клуб. Произошло это в матче, проводившемся в рамках розыгрыша Кубка Чемпионов, «Ливерпулю» на Энфилде противостоял финский клуб «Оулу». Лоренсон вышел на замену Рэю Кеннеди на 64-й минуте, а уже на 72-й забил гол. Кстати, ещё одним игроком, забившим в этот день свой первый мяч за «Ливерпуль» стал Иан Раш.
В первый же сезон Лоуренсон выиграл с «Ливерпулем» чемпионат и Кубок Лиги, в следующем году его команда удержала оба этих трофея, а ещё год спустя выиграла оба турнира и в третий раз подряд. В 1984 году «Ливерпуль» выиграл ещё и Кубок чемпионов.
К тому времени, когда «Ливерпуль» в 1986 году сделал «дубль», выиграв чемпионат и Кубок Англии, пара центральных защитников Хансен — Лоуренсон уже была признана самой сильной в Англии. Однако на тот момент конкуренцию Лоуренсону уже стал составлять молодой Гари Гиллеспи. Ещё лишь один сезон пару защитников «Ливерпуля» составляли Хансен и Лоуренсон. Потом Марк получил травму, которая вынудила его раньше времени закончить карьеру. Но чемпионскую медаль по итогам сезона 1987/88 он всё же получил.

### Тренерская карьера
Завершив карьеру в «Ливерпуле», Лоуренсон почти тотчас же получил приглашение возглавить «Оксфорд Юнайтед», но его работу там нельзя назвать успешной, он ушёл с поста сразу же после того, как руководство, не спросив мнения Марка, решило продать лучшего игрока команды Дина Сондерса. В сентябре 1989 года он был назначен главным тренером «Питерборо Юнайтед», однако год спустя, в ноябре 1990, он покинул и этот пост, не добившись особых успехов.

## Карьера на телевидении
Лоуренсон начал работать аналитиком на телевидении, но затем на некоторое время вернулся в футбол, став тренером по оборонительным действиям в «Ньюкасле» Кевина Кигана. Однако вскоре Лоуро вновь вернулся к работе в массмедиа. С тех пор он зарекомендовал себя одним из самых проницательных аналитиков и неплохим комментатором, работая и для телевидения и для радио BBC. Нередко он пересекался на таких программах со своим старым партнёром по обороне «Ливерпуля» Аланом Хансеном. После ухода Тревора Брукинга именно Лоуренсон стал основным сокомментатором на главных футбольных матчах как внутреннего чемпионата, так и международных соревнований. Также он регулярно появляется в программах Football Focus и Match of the Day и часто комментирует воскресные вечерние матчи для BBC Radio Five Live. Раньше он также работал вместе с экс-форвардом «Ливерпуля» и нынешним наставником сборной Уэльса Джоном Тошаком для телеканала TV3 в Ирландии на матчах Лиги чемпионов.
Марк работает на радио Today FM в качестве футбольного эксперта в программе «Premiership Live», где проходят обсуждения событий, связанных с футболом и делаются прогнозы на матчи, которые должны состояться во второй половине дня.
Одним из самых примечательных моментов в его теле-карьере стало то, что Марк сбрил свои «фирменные» усы, после того, как в эфире программы Football Focus предсказал, что «Болтон Уондерерс» покинет Премьер-Лигу по итогам сезона 2001/02. Команда Сэма Эллардайса по окончании сезона из Премьер-Лиги не вылетела, и Лоуренсон сдержал слово, сбрив усы (с тех пор он их больше не отпускал).
Марк ведёт колонку, посвящённую клубу «Престон Норт Энд» в одной из газет Престона, а также еженедельную колонку в газете «Liverpool Daily Post».
Не так давно Лоуренсон вместе с комментатором телеканалов ITV и Setanta Sports — Джоном Чэмпионом — записал комментаторские семплы для игры Pro Evoluton Soccer 2008, выпущенной японской фирмой Konami, но отзывы об этой работе носят смешанный характер.
Лоуро до сих пользуется любовью и уважением среди болельщиков «Ливерпуля» и в 2006 году занял 35 место в голосовании 100 Players Who Shook The Kop (100 игроков, которые потрясли Коп), от участников которого требовалось выбрать десять лучших игроков клуба всех времён. В голосовании приняли участие более 110 тысяч болельщиков команды со всего мира, а его результаты были опубликованы на официальном сайте команды. Тем не менее фаны остались очень недовольны тем, как он комментировал матч третьего раунда Кубка Англии, состоявшемся на «Энфилде» 7 января 2007 года. Лоуренсон никак не отреагировал на протесты болельщиков «Ливерпуля», требовавших справедливости в деле о трагедии на шеффилдском стадионе «Хиллсборо», в результате которой погибло 96 болельщиков. Джон Мотсон, также комментировавший этот матч, несколько раз пытался вызвать Лоуренсона на разговор об этом, но так и не сумел. 16 января 2007 года в своей колонке в «Liverpool Daily Post» Марк описал протест, как «мощный и разумный способ разъяснить свою точку зрения, способ, на который способен только Коп».

## Достижения
- Чемпион Первого дивизион Англии (5): 1982, 1983, 1984, 1986, 1988
- Кубок Англии: 1986
- Кубок европейских чемпионов: 1984
- Кубок лиги (3): 1982, 1983, 1984
- Суперкубок Англии по футболу (2): 1982, 1986